# 齊蘭 (密西根州)
齊蘭是位於美国密西根州渥太華縣的一座城市。據2010年人口普查，該市有人口5,504人。該市的名稱來自於荷兰的西蘭省。